# Hepomadus inermis
Hepomadus inermis är en kräftdjursart som beskrevs av Charles Spence Bate 1881. Hepomadus inermis ingår i släktet Hepomadus och familjen Aristeidae. Inga underarter finns listade i Catalogue of Life.